# Beasoáin-Eguíllor
Beasoáin-Eguíllor (Beasoain-Egillor en euskera y oficialmente) es un concejo de la Comunidad Foral de Navarra perteneciente al municipio de Ollo. Está situado en la Merindad de Pamplona, en la Cuenca de Pamplona. Está integrado por los lugares habitados de Beasoáin y Eguíllor. Su población en 2014 fue de 104 habitantes (INE).